# کوه پتی
کوه پتی (به لاتین: Mount Patti) یک کوه در نیجریه است که در نیجریه واقع شده‌است. کوه پتی ۴۵۸ متر بالاتر از سطح دریا واقع شده‌است.